# Republic F-84 Thunderjet
Ріпаблік F-84 «Тандерджет» (укр. Громовий струмінь) (англ. Republic F-84 Thunderjet) — американський одномісний одномоторний реактивний винищувач, винищувач-бомбардувальник. Перший реактивний винищувач, який надійшов на озброєння багатьох країн НАТО.

## Варіанти

### F-84B
Саме F-84B став першою моделлю літака, що серійно випускалася, і оснащувався катапультованим кріслом пілота фірми Мартін-Бейкер, шістьма кулеметами калібру 12,7 мм і підкрильними пілонами для пуску ракет. Постачання F-84B почалися з літа 1947; перші літаки надійшли на озброєння 14-ї винищувальної групи, всього було побудовано 274 літаки, після чого ВПС зажадали ще однієї модернізації через ряд серйозних недоліків (наприклад тонка, всього 0,8 мм, обшивка фюзеляжу деформувалася на великих швидкостях). У технічного персоналу літаки THUNDERJET першої модифікації одержали прізвисько Mechanics Nightmare, тобто «кошмар механіків».

### F-84C
За ними пішли F-84C , в кількості 191 машин. В основному вони були аналогічні до попередньої моделі, за винятком удосконаленого електронного обладнання та модифікованих бомбових механізмів. Знову повернулися до двигунів А-13, оскільки паливна система J35-A-15 працювала незадовільно. Перші літаки надійшли на озброєння 33-ї винищувальної авіаційної групи у 1948 році. З появою в частинах F-84C «кошмар механіків» став також і «кошмаром льотчиків». У розпал серійного виробництва численні льотні пригоди змусили ВПС припинити польоти всіх THUNDERJET. Неприємності виникали при маневруванні на високих швидкостях. а численні льотні пригоди змусили ВПС припинити польоти всіх THUNDERJET. Неприємності виникали при маневруванні на високих швидкостях. При швидкостях до 800 км/год і навантаженнях до 4g F-84 поводився чудово, а при перевищенні цих значень літак перетворювався на некерований снаряд. З'ясувалося, що підвісні паливні баки зміщують аеродинамічний фокус та закручують крило, збільшуючи його кут атаки. При цьому зусилля на ручці керування літаком падають практично до нуля, викликаючи у льотчика враження повної втрати керованості. Усунути це шкідливе явище було надзвичайно складно через зміну маси баків у процесі польоту. Фахівцям фірми довелося збільшити товщину обшивки крила, що збільшило його жорсткість і, відповідно, зменшило його закрутку, а також закріпити на баках невеликі трикутні крильця, що змістили аеродинамічний фокус. Ці удосконалення пішли на користь THUNDERJET і після випробувань польоти на F-84 були дозволені.

### F-84D
Наступною моделлю Був F-84D, що мав посилену конструкцію крила та модифіковану паливну систему. Цих літаків було побудовано загалом 151.
Поява в СРСР наприкінці 40-х бомбардувальників Ту-4 та випробування ядерної зброї змусило переробити винищувачі для арктичних умов (бо атака очікувалася з північного напрямку і з боку Аляски, а «теплолюбні» американські винищувачі не розраховувалися на жорсткі умови Півночі: у паливній системі з'являлися кристали льоду, через що літаки доводилося ґрунтовно підігрівати перед початком польотів). Саме F-84D з двигуном, що працює на бензині з октановим числом 100, потовщеним на 0,2 мм обшивкою крила, став першим американським «арктичним» літаком. Потовщення обшивки дало можливість підвищити максимальну швидкість на 24 км/год і зняти обмеження міцності. Перехід на бензин полегшив експлуатацію, але дальність польоту впала на 10 %. Замість прицілу К-14В було встановлено радіолокаційний приціл А-1В. Ліхтар обладнали системою аварійного скидання, а для полегшення доступу до кулеметів цілісний верхній капот замінили відкидною кришкою з петлями в носовій частині літака. Загалом було збудовано 318 таких літаків. Експлуатація F-84D показала, що конструкторам і виробникам вдалося позбавити цей літак більшості недоліків попередніх модифікацій. Тим не менш, вдосконалення винищувача F-84 тривало і в травні 1949 з'явилася модифікація F-84E, яка на додаток до своїх шести кулеметів була здатна нести дві 454 кілограмові бомби або 32 ракети.

### F-84E
F-84E стала першою версією Thunderjet, яка досягла характеристик заданих у технічному завданні, а також першою версією Thunderjet, яка вироблялася великою серією. Конструкцію доопрацювали під двигун J35-A-17D із тягою 2360 кгс. На 380 мм збільшилась довжина фюзеляжу. Крило було посилено додатковими нервюрами та міцнішими лонжеронами. Розрахункове навантаження планера F-84E досягло 14 од. (У попередніх модифікацій — 11); у результаті швидкість перевищила 965 км/год. У хвостовій частині літака могли підвішуватися стартові твердопаливні прискорювачі. З'явилися додаткові підвісні паливні баки на підкрилових пілонах, що збільшили дальність польоту до 2406 км. Нові вимоги ВПС та авіації флоту до обладнання кабіни змусили збільшити її довжину та замінити ліхтар. На серійні F-84E вперше в історії авіації США безпосередньо на заводі встановлювалася система дозаправки паливом у повітрі, при цьому паливоприймач закріплювався на передній кромці лівого напівкрила. Цей літак міг нести значний бортовий комплект засобів поразки, що робило його чудовим винищувачем-бомбардувальником і мав значну дальність польоту, що робило його гарним винищувачем супроводу.
Виробництво F-84E було розпочато у 1949 році. Перші літаки використовувалися стратегічним авіаційним командуванням США як винищувач супроводу. Ці машини отримали 27 авіакрило винищувачів супроводу і 31 авіакрило винищувачів супроводу. Спочатку літак здійснив безпосадковий переліт Гаваї — Японія, а потім два вильоту з Японії в Ялуцзян.
У 1952 році кілька F-84E проходили випробування за програмою FICON як бортові винищувачі бомбардувальника В-36, і на цьому історія «прямокрилого» F-84 завершилася.

### F-84F Thunderstreak
Ріпаблік F-84F «Тандерстрик» — американський винищувач-бомбардувальник, який з'явився в результаті глибокої модернізації літака F-84 «Тандерджет». Розроблений та серійно вироблявся підприємством Republic Aviation з 1952 року.

### F-84G
За задумом Картвелі, F-84E мав стати останньою модифікацією «Тандерджету» з прямим крилом, але на початку 1950-х США з'явилися порівняно невеликі ядерні боєприпаси, які вже могли доставлятися до мети літаками тактичної авіації. Відповідного носія не було, і фірмі запропонували переробити вдалий F-84E в ядерний бомбардувальник. Модифікацію окреслили F-84G. Він став останнім у сімействі реактивних машин з прямим крилом F-84 (і найчисельнішим із них — 3025 машин), і першим одномісним американським винищувачем, здатним нести ядерну зброю. У серпні 1951 року перші серійні літаки надійшли на озброєння 31-го винищувального ескортного авіакрила з авіабази Тернер (штат Каліфорнія). Взимку 1952-го частину літаків перекинули до Кореї для бойових випробувань. Серійне виробництво останньої модифікації F-84 із прямим крилом закінчилося у липні 1953 г.
Літак оснащувався обладнанням для дозаправки у повітрі та автопілотом. За рахунок найбільш містких підвісних паливних баків дальність польоту сягала 3240 км. У 1954 році, використовуючи дозаправку в повітрі, F-84G здійснив рекордний для одномісних реактивних винищувачів безпосадковий переліт через Атлантику.
На F-84G встановлювався двигун J35-A-29 із тягою 2540 кг.
Для літаків свого часу F-84 мав не найбільшу злітну дистанцію, всього 2150 м при злітній вазі 9980 кг, але вона вже ставала на заваді використання машини з ґрунтового аеродрому. На замовлення ВПС фірма провела дослідження із запуску F-84 із короткої похилої рампи (довжина 15 м) за рахунок енергії потужного порохового прискорювача від крилатої ракети «Матадор». У разі успіху планувалося висунути пускові установки F-84 ближче до кордонів СРСР. Модифікований літак отримав позначення EF-84G. У момент відриву від рампи літак мав швидкість 120 км/год, а льотчик зазнавав перевантаження 3g. Пороховий прискорювач створював під час роботи величезні клуби диму, які демаскували рампу, і озброєння таку систему не прийняли. До 1956 Стратегічне Авіаційне командування США відмовилося від використання F-84G, хоча Тактичне командування ще деякий час зберігало ці літаки на озброєнні. З трьох тисяч випущених машин 1936 року були поставлені в інші країни НАТО. Розбіг та зліт F-84G з повним бойовим завантаженням був дуже довгим, що створювало безліч проблем. Проте ці літаки тривалий час забезпечували ефективне протистояння силам Варшавського договору у Центральній Європі.